# Dorcadion heinzi
Dorcadion heinzi är en skalbaggsart som beskrevs av Stefan von Breuning 1964. Dorcadion heinzi ingår i släktet Dorcadion och familjen långhorningar. Inga underarter finns listade i Catalogue of Life.